# Данчо Данчев (автомобилен състезател)
Вижте пояснителната страница за други личности с името Данчо Данчев.
Данчо Данчев е български автомобилен състезател.
Победител в Рали „Стари столици“ през 2005 тогава негов навигатор е Златан Илиев. Състезава се с автомобил Мицубиши Лансър Ево 6 за тима „Шумен Аутоспорт“.

## Биография
Роден на 18 октомври 1971 в гр. Шумен.
Спортно-състезателната дейност започва през 1993 г. с участие на Рали „Стари столици“ зад волана на състезателен автомобил ВАЗ 21011.

### Първо състезание
- 1993 г. – Рали „Стари столици“

### Победи
- 1997 г. – Първи в А5 в Рали „Стари столици“
- 2005 г. – Рали „Стари столици“ (първи в N4)

### Титли
- 1998 г. Републикански Рали шампион в клас А5
- 2000 г. Републикански Рали шампион в клас А6

### Състезателен автомобил
- 1993 – 1996 г. – ВАЗ 21011
- 1997 – 1998 г. – ВАЗ 2105
- 1999 – 2000 г. – ВАЗ 21074
- 2002 г. – Опел Астра
- 2003 г. – Ситроен Саксо S1600
- 2004 г. – Субару Импреза WRX STi
- 2005 г. – Мицубиши Лансър Ево 6

### Навигатори
Васко Христов, Йордан Дечков, Георги Иванов, Петър Петров, Добромир Филипов, Златан Илиев

## Състезания
| Рали          | Позиция генерално | Клас (N4) | Автомобил              |
| ------------- | ----------------- | --------- | ---------------------- |
| Интерспийд    | Незавършил        |           | CITROEN SAXO KIT CAR   |
| България      | 9                 | 3         | SUBARU IMPREZA WRX STi |
| Стари Столици | 3                 | 2         | SUBARU IMPREZA WRX STi |
| Хеброс        | Незавършил        |           | SUBARU IMPREZA WRX STi |

| Рали           | Позиция генерално | Клас (N4) | Автомобил               |
| -------------- | ----------------- | --------- | ----------------------- |
| Траянови Врата | 2                 | 2         | SUBARU IMPREZA WRX STi  |
| Стари Столици  | 1                 | 1         | MITSUBISHI LANCER EVO 6 |